# Johann Georg Sulzer
Pour les articles homonymes, voir Sulzer (homonymie).
Johann Georg Sulzer, né le 16 octobre 1720 à Winterthour et mort le 25 février 1779 à Berlin, est un philosophe suisse.

## Biographie
Sulzer étudia la théologie à Zurich, fut vicaire, puis fut précepteur à Magdebourg. Il devint, en 1747, professeur de mathématiques à Berlin et, trois ans plus tard directeur de la section philosophique de l’Académie de Berlin. Ses travaux philosophiques se concentraient sur l’esthétique et la psychologie.
Son principal ouvrage est son Allgemeine Theorie der schönen Künste (Théorie générale des beaux-arts ; Leipzig, 1771-74., 2 vol., nouvelle édition, 1792-94, 4 vol.), ouvrage d’une certaine importance historique et dont la valeur a été deux fois renouvelée par les Suppléments littéraires de Blankenburg (Zusätze ; Ibid., 1796-98), et par les Appendices de Dyk et Schutz (Nachträge, etc.; Ibid., 1792-1808, 8 vol.).
On cite encore de lui : Moralische Betrachtungen über die Werke der Natur (Considérations morales sur les œuvres de la nature ; Berlin, 1741, in-8°) ; Vorübungen zur Erweckung der Aufmerksamkeit (Exercices pour développer l’attention et la réflexion, etc. ; Nuremberg, 1768, 3 vol., 3e édit., 1750-1782, 4 vol.) ; une Selbstbiographie éditée par Mersan et Nicolai (Autobiographie ; Berlin, 1809).

## Œuvres
- Kurzer Begriff aller Wissenschaften, worinn die natürliche Verbindung aller Theile der Gelehrtheit gezeiget […] wird (1745)
- Versuch einiger Moralischen Betrachtungen über die Werke der Natur (1745)
- Unterredungen über die Schönheit der Natur (1750-70)
- Gedanken über den Ursprung der Wissenschaften und schönen Künste (1762)
- Allgemeine Theorie der schönen Künste (1771-74)
- Vermischte philosophische Schriften (1773-81)
- Cymbelline, König von Britannien. Ein Trauerspiel, Laatzen, Wehrhahn.  (ISBN 978-3-86525-035-3).

## Source
- Gustave Vapereau, Dictionnaire universel des littératures, Paris, Hachette, 1876, p. 1927
- Hubert Steinke, « Sulzer, Johann Georg » dans le Dictionnaire historique de la Suisse en ligne, version du 2 décembre 2002.